# Nyctemera aegrota
Nyctemera aegrota là một loài bướm đêm thuộc phân họ Arctiinae, họ Erebidae.